# Ceca de Arsaos

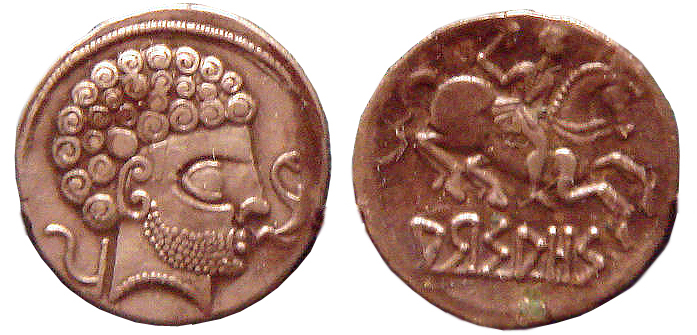
Denario de Arsaos

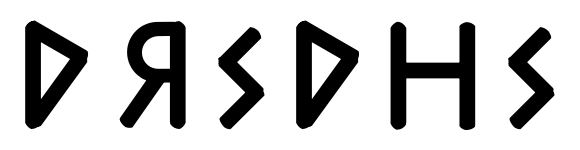
Arsaos en ibérico

La ceca de Arsaos es un taller de emisión de moneda prerromano de los siglos II y I a. C., que emitió tres series de monedas, primero con módulos ibéricos y después romanos, cuyos tipos responden al denario, el as, el semis, y el cuadrante. Según las 

## Historia de la investigación
Esta ceca fue descubierta por el numismático Doménico Sestini en el primer tercio del siglo XIX, quien la relacionó con la Bursada celtíbera.
En la segunda mitad del siglo XX se desarrollaron trabajos de descripción y catalogación de las monedas hispánicas, como el de Gil Farrés que agrupa las monedas por los distintos peinados, un trabajo muy minucioso, aunque será en 1979 cuando A. Domínguez empezará a describir las distintas leyendas existentes en escritura celtibérica, describiendo la de Arsaos como una de ellas.
Esteban Collantes, en 1997, fue quien describió esta ceca, concretamente su tipología, definiéndola como un arte de un «barroquismo» muy peculiar.
Ya en el siglo XXI Mª Paz Bellido incluye Arsaos en el grupo berón-vascón, ligándola con Arsakoson y Arse, adscribiendo su tipología a la de las cecas de la zona céltico-berona.

## Tipología de las diferentes acuñaciones
El tipo de jinete, que define este grupo de cecas céltico-beronas, está tomado indudablemente de las monedas de Hieron II, de Siracusa, muy frecuentes en las colecciones numismáticas prerromanas de España. La cabeza de Hieron que en ellas figuraba debió dar origen a la cabeza indeterminada de las monedas ibéricas, unas veces laureada, otras diademada, pero las más veces desnuda, y el jinete con lanza en ristre que representa a Hieron, ha debido ser el modelo del jinete con lanza de las monedas ibéricas, sustituyendo el nombre del rey por un letrero ibérico, que parece responder al nombre de la ceca. El jinete de las monedas ibéricas aparece a veces con algunas ligeras modificaciones, puesto que en algunas ocasiones en lugar de la lanza lleva una espada, otras una insignia militar, etc.
En la ceca de Arsaos figuran un total de veinticuatro acuñaciones, en emisiones divididas en tres periodos cronológicos, con una estimación de noventa cuños.
Esta ceca se aprecía una influencia gala o céltica usando una cabeza varonil y un jinete como representación principal, teniendo una acuñación muy prolífica, acuñando ases, semis, cuadrantes y denarios.
Para los ases el reverso se compondrá de una cabeza barbuda junto con un símbolo de un arado y un delfín en el anverso y en el reverso un jinete a caballo. Para los semis será algo distinto en el anverso, la cabeza no será barbuda, sino que será imberbe y una gran estrella, pero el reverso será igual que los ases con un jineta a caballo. Para los cuadrantes existirán 2 acuñaciones distintas, la única diferencia será que una tendrá la cabeza barbuda y en la segunda la cabeza será imberbe.
El elemento en común de todas las acuñaciones es el arma del jinete, aunque no está muy claro qué tipo de arma sería.
La información que aportan los tesorillos y hallazgos en contexto arqueológico que contienen numerario de la ceca indican que las primeras acuñaciones de Arsaos deben fecharse antes del 133 a. C., dentro de la primera mitad del siglo II a. C.

## Piezas de Arsaos recuperadas en contexto arqueológico
| Región          | Yacimiento / Población       | Hallazgo |
| --------------- | ---------------------------- | -------- |
| Aragón          |                              |          |
| Zaragoza        | Arcobriga (Monreal de Ariza) | 1 as     |
| Castilla y León |                              |          |
| Soria           | Campamento Peña Redonda      | 5 ases   |
|                 | Campamento Valdevorrón       | 5 ases   |
|                 | Campamento Renieblas         | 1 as     |
| La Rioja        |                              |          |
| La Rioja        | Inestrillas                  | 1 as     |
| Navarra         |                              |          |
| Navarra         | Santacara                    | 4 ases   |

## Posibles localizaciones
Se desconoce la ubicación exacta de la ceca, aunque Hubner y Villalonga la sitúan en territorio vascón, en el sur de la actual Navarra o las zonas limítrofes de La Rioja o Aragón, aunque no descartan la posibilidad de que sea una ceca móvil. A. Delgado, en su obra España Citerior, la sitúa en Iruña de Oca. Ya en el siglo XX, Felipe Mateu Llopis en su libro Hallazgos Monetarios y Tesorillos la ubica no lejos de Pamplona.
G. Fatás encontró en Sofuentes una inscripción latina en la que figura el gentilicio de un dunviro, ARSITANVS, y junto con ella encontró monedas pertenecientes a esta ceca. De acuerdo con Villar y Jordán Cólera, las cecas de arzakoz/arzakozon (A.36) y arzaoz (A.37) estarían vinculadas al topónimo Arsa, a su vez etimológicamente relacionado con Arse/Arsi (Sagunto).
La tercera vía colocaría Arsaos en Sangüesa (Navarra), donde las investigaciones arqueológicas encontraron numerosos cuños pertenecientes a dicha ceca. Así Armendáriz Martija, y otros autores, redunda también en esta zona, entre Santa Criz y Fillera, «habida cuenta del gran número de piezas en bronce halladas por esa zona», denarios casi flor de cuño, incluyendo la anteriormente mencionada inscripción latina encontrada en la cercana Sofuentes. Más recientemente José Fernández Gómez, en un amplio estudio razonado, delimita la zona sobre Campo Real.